# Аґемацу

35°47′2″ пн. ш. 137°41′39″ сх. д. / 35.78389° пн. ш. 137.69417° сх. д.
Аґема́цу (яп. 上松町, あげまつまち, МФА: [agemat͡su̥ mat͡ɕi̥]) — містечко в Японії, в повіті Кісо префектури Наґано. Станом на 1 квітня 2009 площа містечка становила 168,47 км². Станом на 1 липня 2011 населення містечка становило 5173 осіб.